# Ulmer Münster

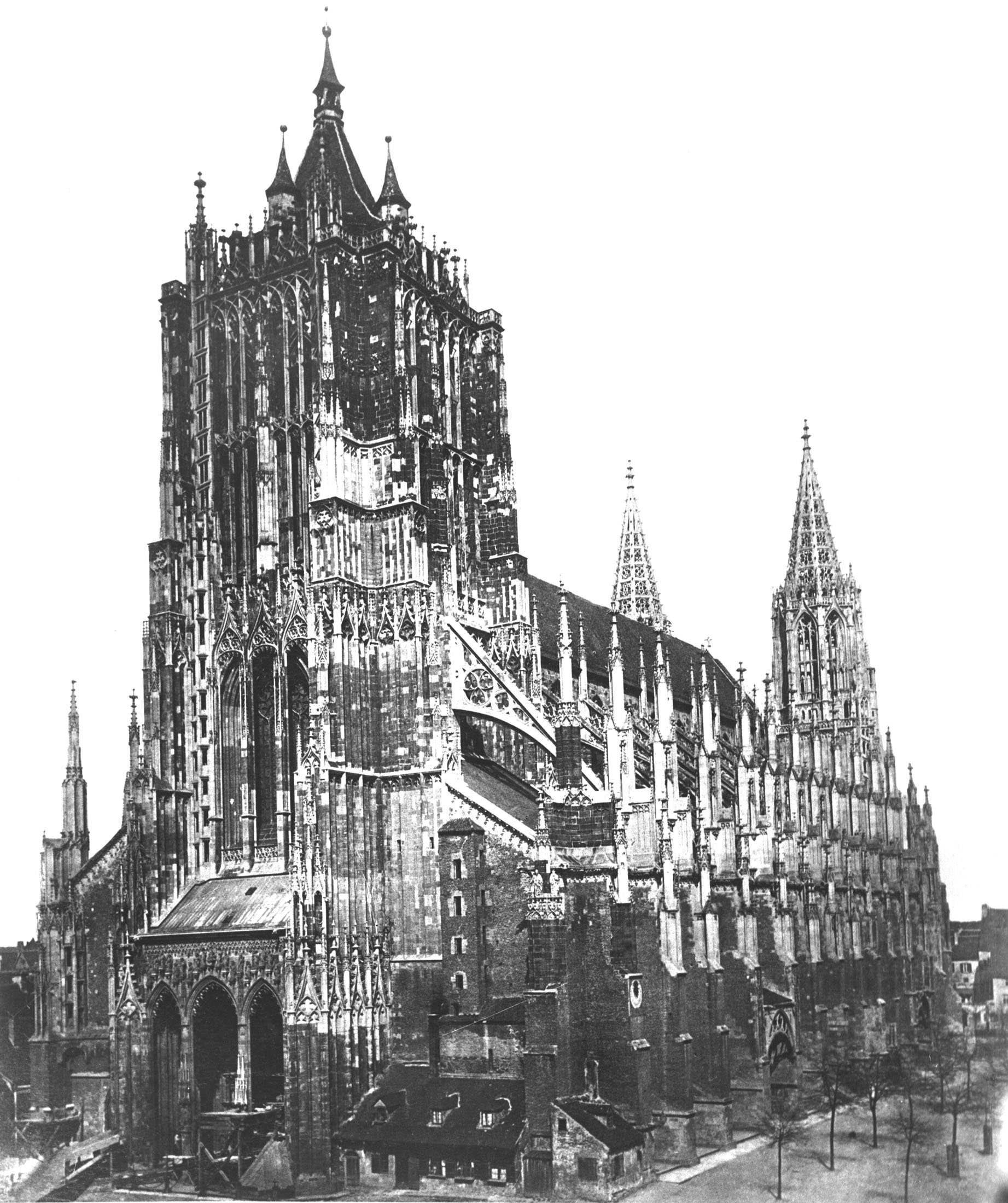
Ulmer Münster 1887, innan resten av kyrktornet färdigställts.

Ulmer Münster (tyska), på svenska ofta oegentligt benämnd "Ulmkatedralen" eller "Ulmdomen", Ulms stadskyrka, är en gotisk kyrka i Ulm i Tyskland. Grundstenen lades 1377, och 1890 färdigställdes den sista delen av kyrkan (kyrkspiran). Med tanke på sin placering i en mindre tysk stad har Ulmer Münster monumentala mått; den är den största lutherska kyrkan i Tyskland och har med sina 161,53 meter världens högsta kyrktorn.
Ofta kallas kyrkan oriktigt för katedral eller dom(kyrka). För att kunna vara en katedral måste en kyrkobyggnad vara knuten till en biskop, vilket denna evangeliskt lutherska stadskyrka aldrig varit. Församlingen lyder under Evangelisk-lutherska kyrkan i Württemberg, där biskopssätet och domkyrkan finns i Stuttgart.
Det har även givits ut ett armbandsur av kyrkan, där en liten sten från den riktiga kyrkobyggnaden är integrerad i urtavlan.

## Kyrkobyggnaden
År 813 grundlade Karl den store den första kyrkan i Ulm som försörjdes av klostret på Reichenau. Denna lilla kyrka uppfördes utanför stadsmurarna och skulle därför vara mycket sårbar under belägringar och fri att plundra på kyrkoguldet. Följaktligen rev man kyrkan och blev av med klostrets kontroll av kyrkan. 
30 juni 1377 lades hörnstenen till den nya kyrkan, dock av Ulms borgmästare och inte av en kyrkorepresentant. En medeltida stenmästare, känd som mäster Heinrich, var Ulmkatedralens första stenmästare.
Kyrkan, i form av mittskeppet, de båda sidoskeppen och koret, täckta av ett provisoriskt tak, invigdes 1405. Den stora höjden på skeppen och tyngden från de tunga valven orsakade dock skador på konstruktionen. Sidoskeppen fick därför lov att byggas om och förstärkas med en tillagd kolonnad.
Från 1543, då tornet nått 100 meters höjd, låg kyrkbygget nere lång tid. Byggstoppet hade både politiska och religiösa (reformationen, Trettioåriga kriget, Spanska tronföljdskriget) och ekonomiska (Amerika och sjövägen till Indien ledde till ändrade handelsevägar, vilket missgynnade Ulm och södra Tyskland) orsaker. Ekonomisk stagnation inträdde, vilket satte hämsko på offentliga utgifter i staden och regionen.
Först 1817 upptogs kyrkbygget igen, och de tre kyrktornen gjordes färdiga.
Huvudtornet var från början Ulrich von Ensingers idé. Han fick påbackning från Ulms borgare vilka gärna såg att man genom kyrkbygget överglänste närliggande städers kyrkor, inklusive den i Strasbourg. von Ensingers torn var ändå inte de 162 meter det är idag. Det var stenmästaren Matthäus Böblinger som ville bygga det nuvarande tornet. Böblinger var dock ganska okunnig och avskedades när han gjorde sina stödpelare för svaga. Först år 1850 påbörjades bygget av tornet, efter Böblingers konstruktion. 31 maj 1890, drygt 500 år efter starten av bygget, var hela kyrkan inklusive kyrkspiran färdigställd.

### Andra världskriget
17 december 1944 drabbades Ulm av en förödande flygräd som praktiskt taget jämnade hela de västra delarna av staden, från kyrkan till järnvägsstationen och norrut till förorterna, med marken. Kyrkan klarade sig dock i princip helt oskadd. Nästan alla andra byggnader runt det centrala stadstorget Münsterplatz förstördes dock i flygräden, vilken lade fyra femtedelar av den medeltida stadskärnan i ruiner.

## Kyrklig tillhörighet och funktion
Även södra delarna av Tyskland påverkades av 1500-talets religiösa vindar (se Reformationen). 1530/31, i samband med en lokal folkomröstning, övergick Ulmer Münster till att bli en luthersk kyrka. Den fungerar idag som en viktig kyrka i det evangelisk-lutherska stiftet i Württemberg, under biskopen som tillsammans med stiftets domkyrka är placerade i Stuttgart. När den byggdes gav den plats åt 20 000 personer. I dag rymmer den 2 000 personer. Mer än 1 000 gudstjänster och andra evenemang äger årligen rum där.

## Interiör

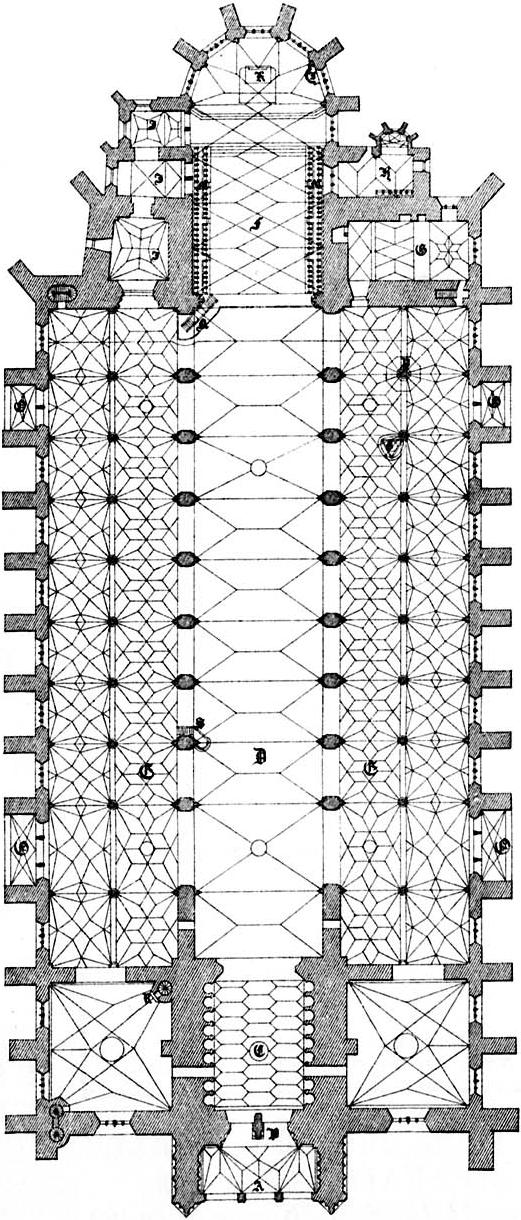
Planritning över kyrkan

Kyrkans körbänkar anses vara kyrkans största konstskatt. Utspridda på bänkarnas sittplatser finns det olika skulpturer av mästersnickaren Jörg Syrlin den äldre, snidade mellan 1469 och 1474. Den norra bänkens figurer föreställer kända män från antiken medan den södra föreställer sibyllor som förutsade Kristi ankomst. I korbågen finns en fresk med yttersta domen, som troligen har utförts av Hans Schüchlin. Under korbågen befinner sig ett altare med en framställning av nattvardens instiftelse, målad av Dürerlärjungen Hans Schäufelein år 1515.

### Planritning
(ritningen till höger, bokstäverna skrivna i frakturstil)
- A. Entréhallen.
- B. Huvudporten.
- C. Tornhallen.
- D. Skeppet.
- E. Gångarna.
- F. Koret.
- G. Sakristian.
- H. Bessererkapellet.
- J. Reithartkapellet.
- K. Högaltaret.
- L. Det gamla tabernaklet.
- M. Korets stallar.
- N. Tabernaklet.
- O. Dopfunten.
- P. Vigvattenfunten.
- Q. Sidoportarna.
- R. Orgelingången.
- S. Predikstolen.

## Kyrkans mått
Ulmer Münster är en av världens fyra högsta byggnadskonstruktioner färdigställda före år 1900, vid sidan av Eiffeltornet i Paris (300 m, färdigställt 1889), Washingtonmonumentet (169 m, färdigställt 1884) och Mole Antonelliana i Turin (167,5 m, färdigställd 1889).
Vid invigningen 1890 var kyrkan enligt vissa definitioner världens högsta byggnad. Då exkluderas åtminstone två icke-husliknande byggnadskonstruktioner – Washingtonmonumentet och Eiffeltornet. Detta höjdrekord (kyrktornet är fyra meter högre än Kölnerdomen, invigd 1880) höll kyrkan fram till 1901, då Philadelphia City Hall (167 meter) invigdes.
- Spirans höjd når till 161,53 meter. Kyrkan är därmed världens högsta.
- Kyrkans längd är 123,56 meter och bredden 48,8 meter.
- Byggnaden har en yta på cirka 8 260 m².
- Höjden på mittskeppet är 41,6 meter, medan sidoskeppen når till 20,55 meters höjd.
- Byggnadens volym är ungefär 190 000 m³.
- Huvudtornets vikt uppskattas till 51 400 ton.
- Kyrkan inrymmer sittplatser för 2 000 gudstjänstbesökare.
- Under medeltiden, innan bänkraderna kom till, kunde kyrkan ta emot upp till 20 000 personer

## Bildgalleri

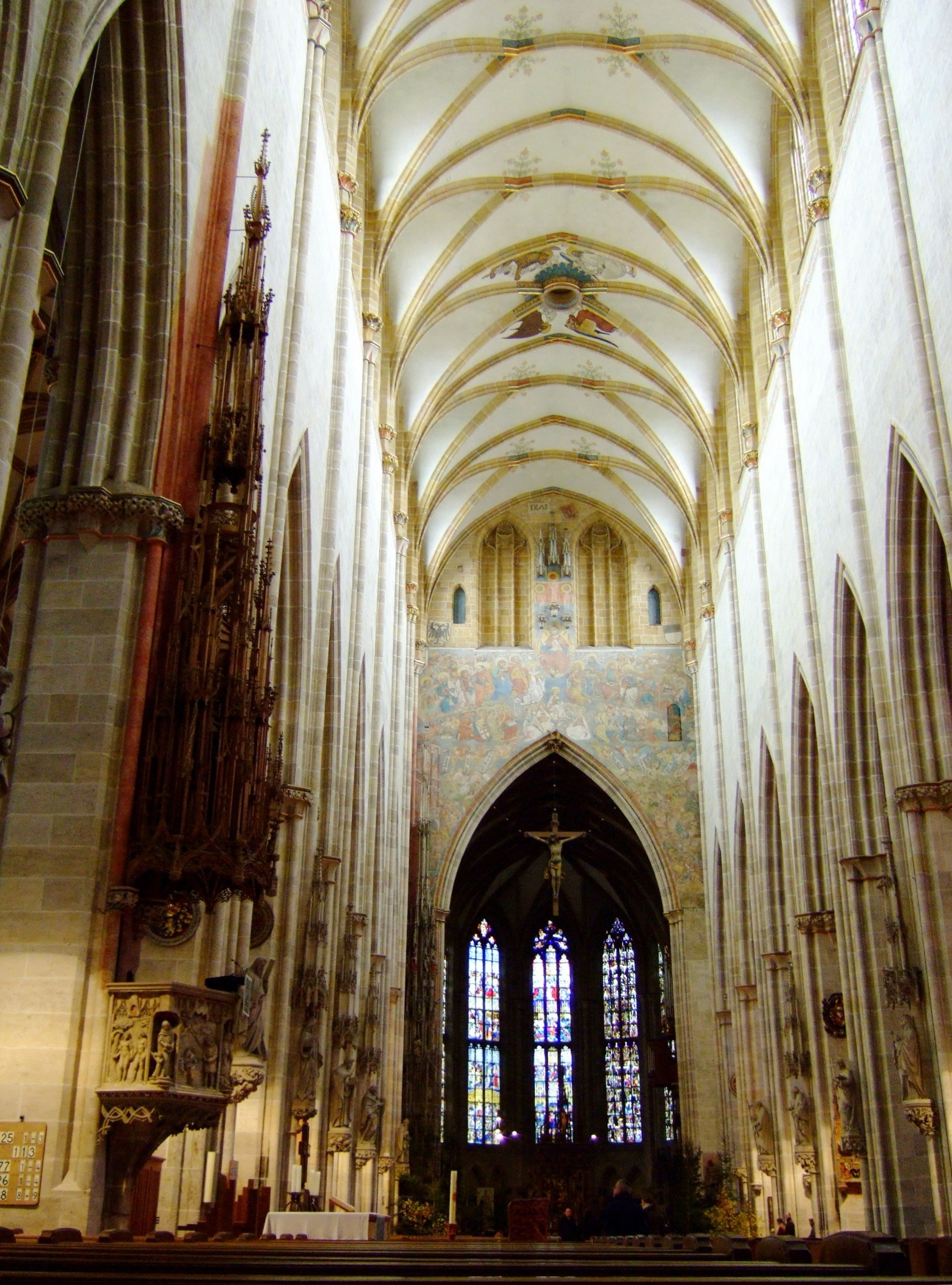
Vy mot koret, med glasfönstren i fonden och filigrantaket på predikstolen i kyrkans skepp till vänster
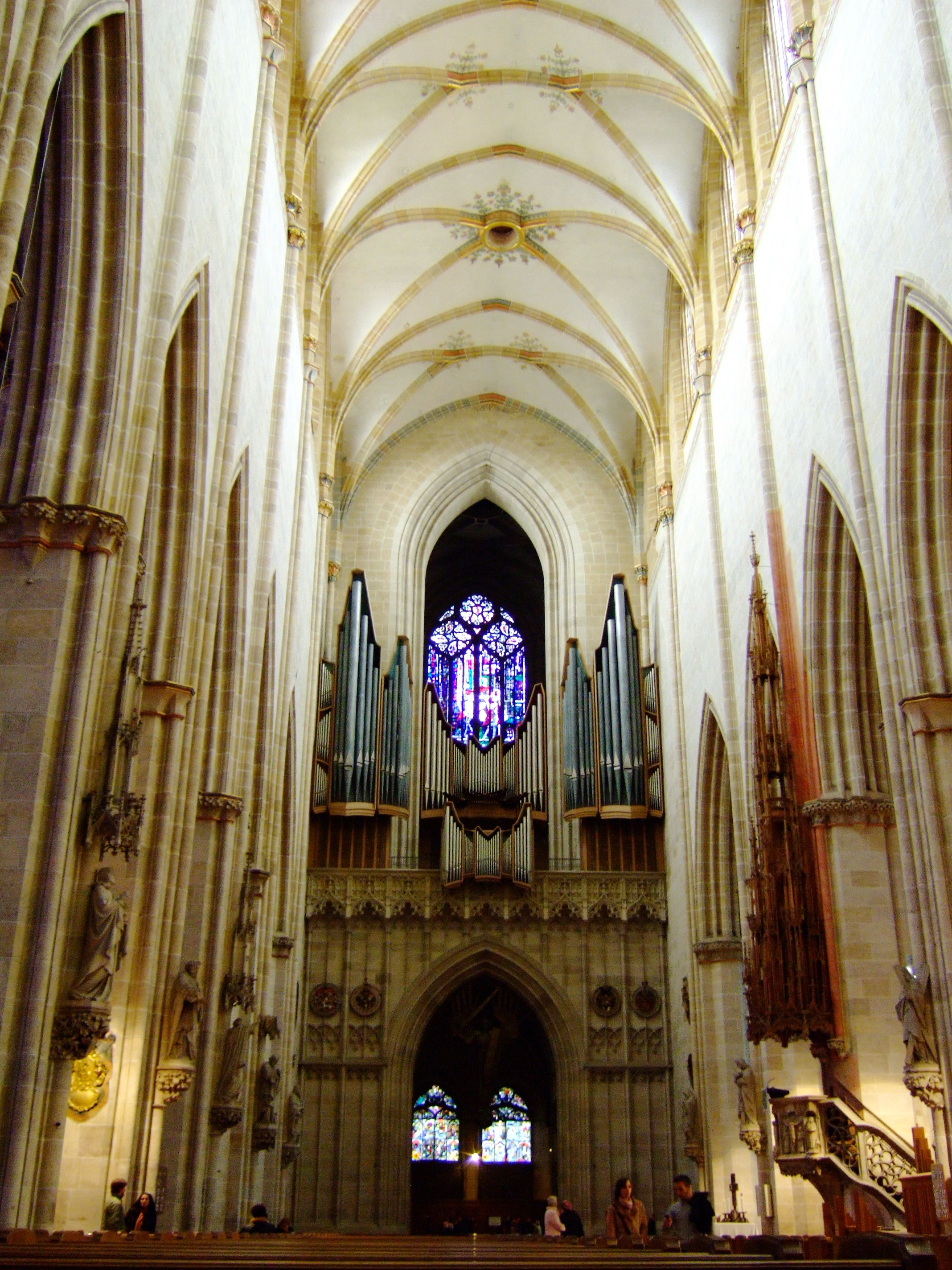
Vy mot väster och orgelläktaren
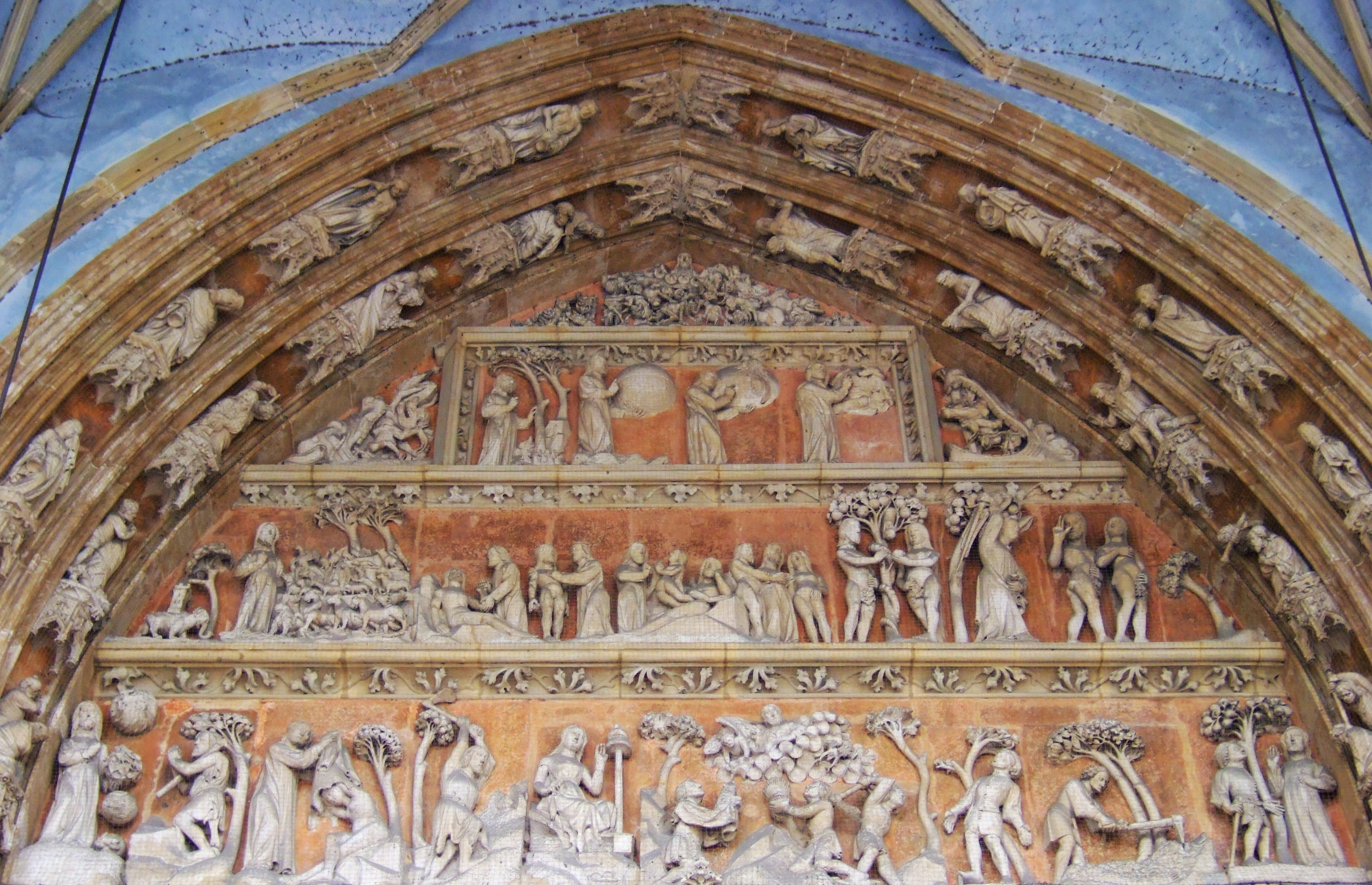
Figurer från Första Mosebok ovanför den största kyrkporten
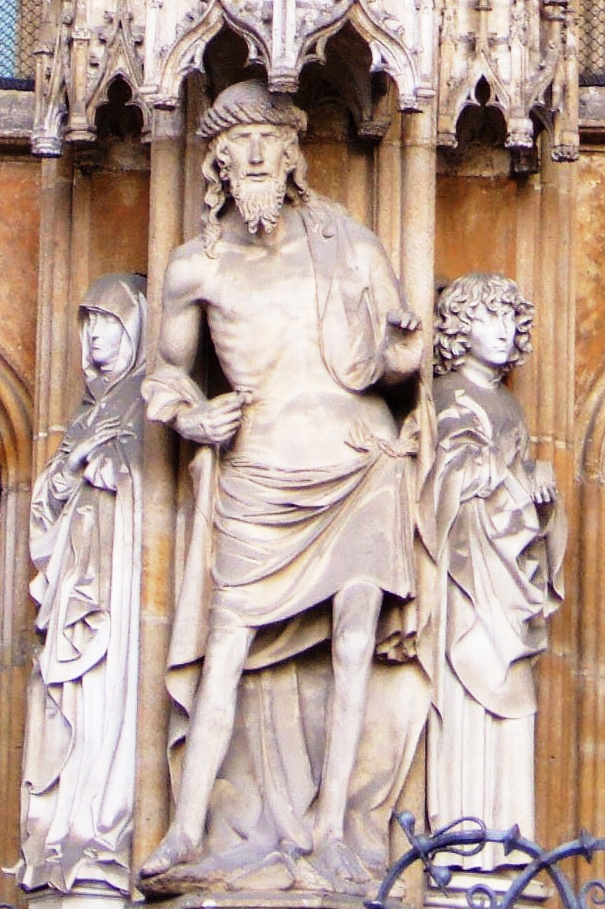
Smärtomannen på den största kyrkporten av Hans Multscher
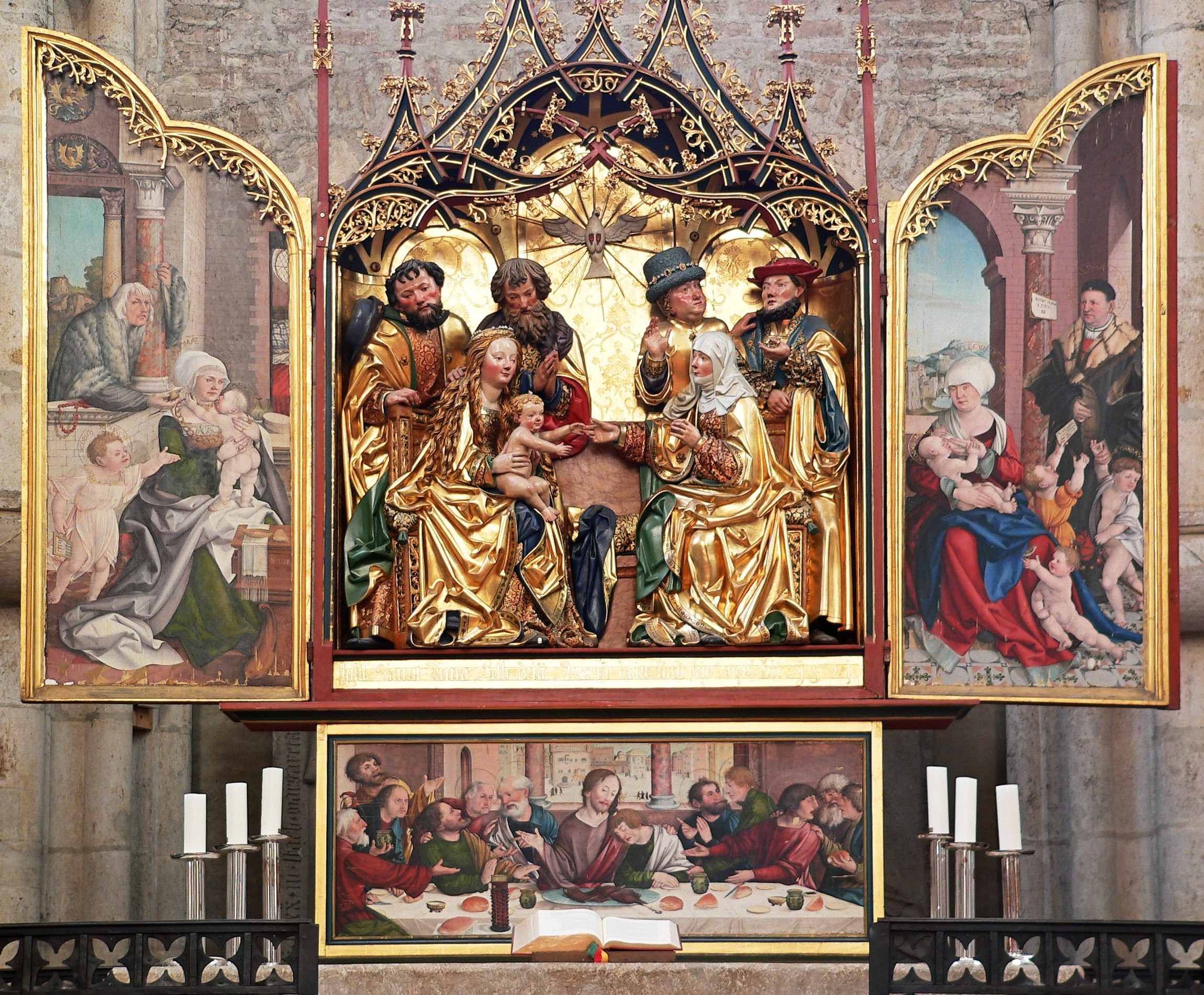
Huvudaltaret av Martin Schaffner (1521)
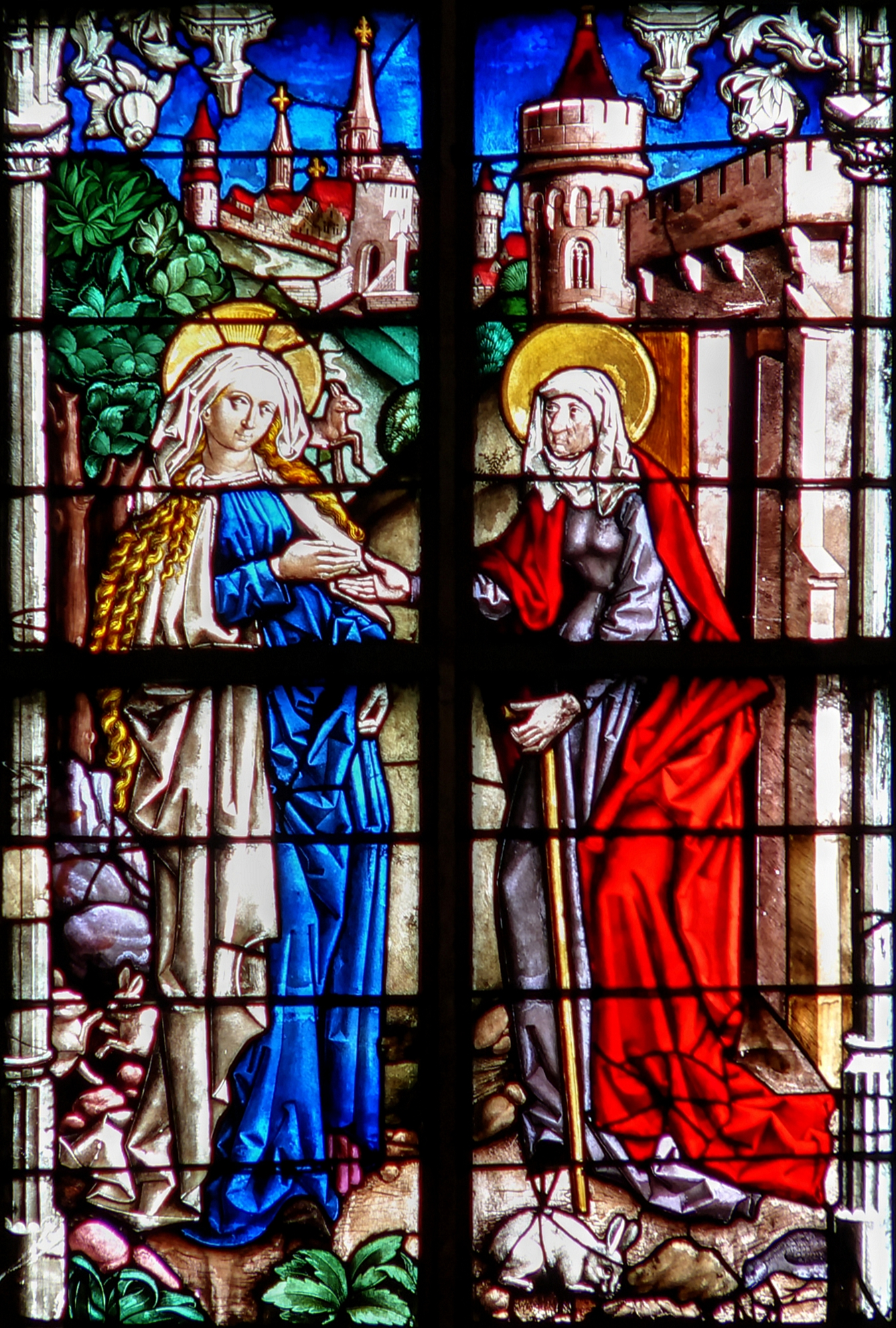
Jungfru Marie besökelsedag – detalj i målat glas
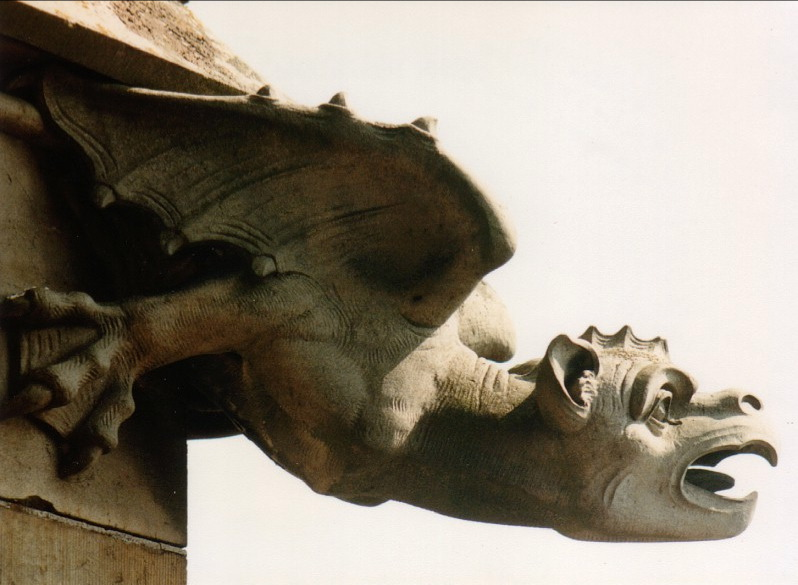
Drakformad vattenkastare på vägen uppför tornet
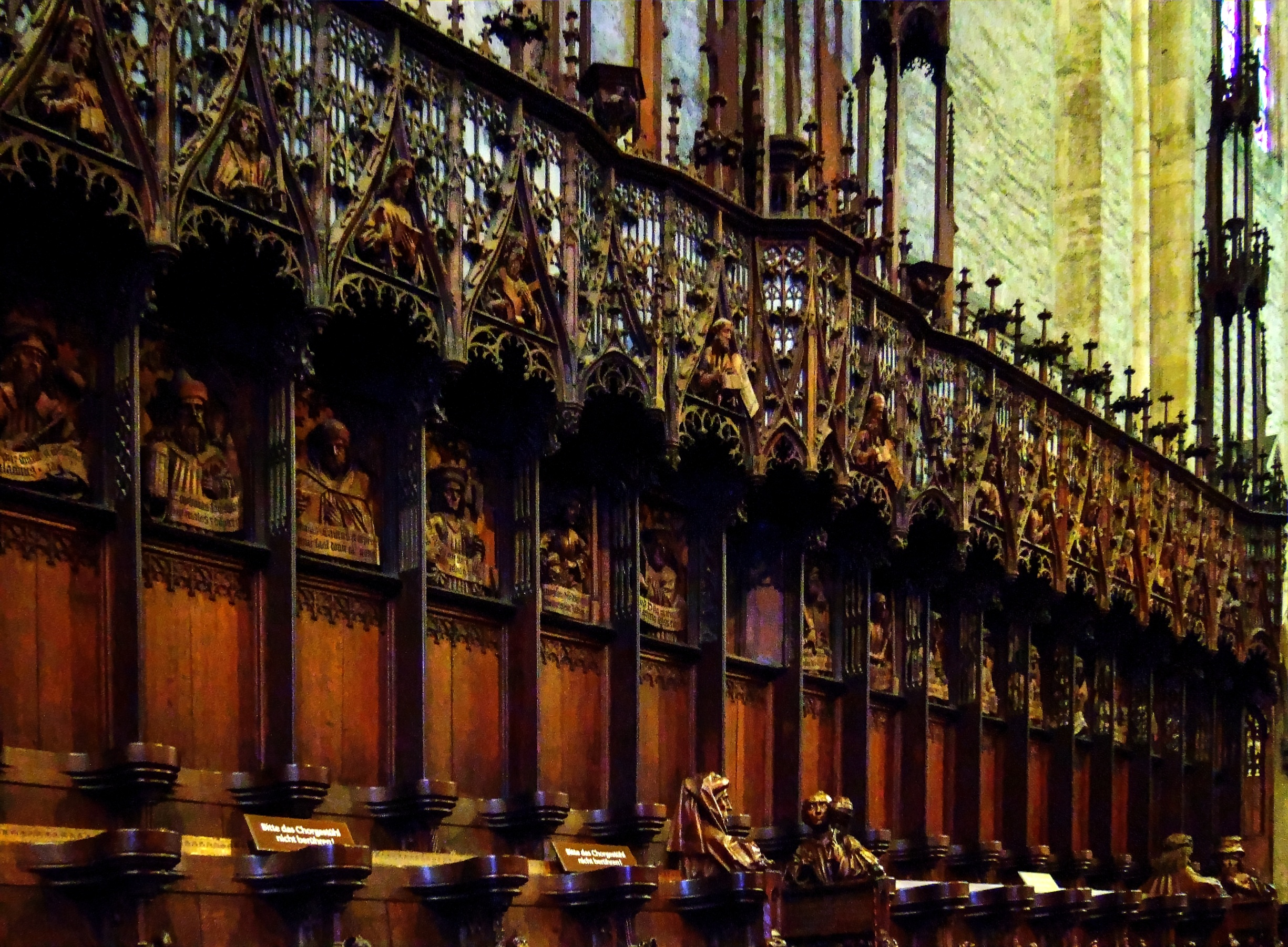
Korbänkar
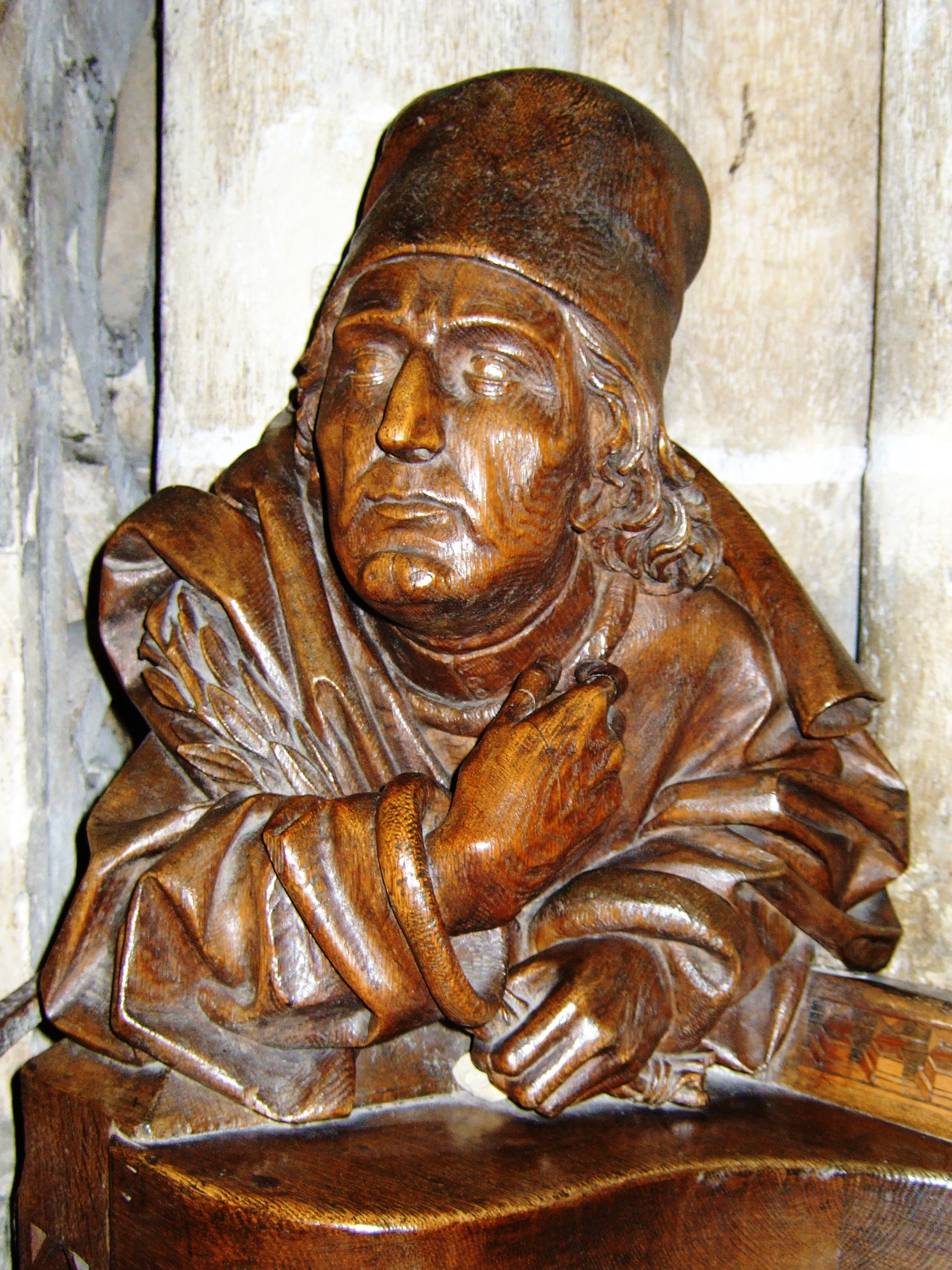
Virgilius av Jörg Syrlin d.ä., möjligen ett självporträtt